# Partido Comunista de la India
El Partido Comunista de la India (CPI) (en hindi: भारतीय कम्युनिस्ट पार्टी) es un partido político de la India.
En el movimiento comunista indio hay diferentes versiones de cuando se fundó exactamente el Partido Comunista de la India. Según el CPI (siglas del partido) se fundó el 26 de diciembre de 1925. Pero el Partido Comunista de la India (Marxista), que se separó del CPI, defiende que el partido fue fundado por exiliados indios en la Unión Soviética en 1920.
El Partido Comunista de la India estuvo muy implicado en la resistencia a la colonización británica, en la lucha contra el sistema de castas y en la reforma agraria. Entre 1921 y 1933, muchos líderes comunistas fueron detenidos y encarcelados. En 1934, la administración colonial británica prohibió el Partido Comunista y sus organizaciones sindicales y campesinas afiliadas, convirtiendo la afiliación en un delito. El Partido Comunista continuó sus actividades de forma clandestina, a pesar de la represión.

Entre 1946 y 1951, en el estado de Hyderabad, el Partido Comunista de la India estructuró la revuelta campesina de Telangana y organizó una guerra de guerrillas contra el Nizam y la Unión India.

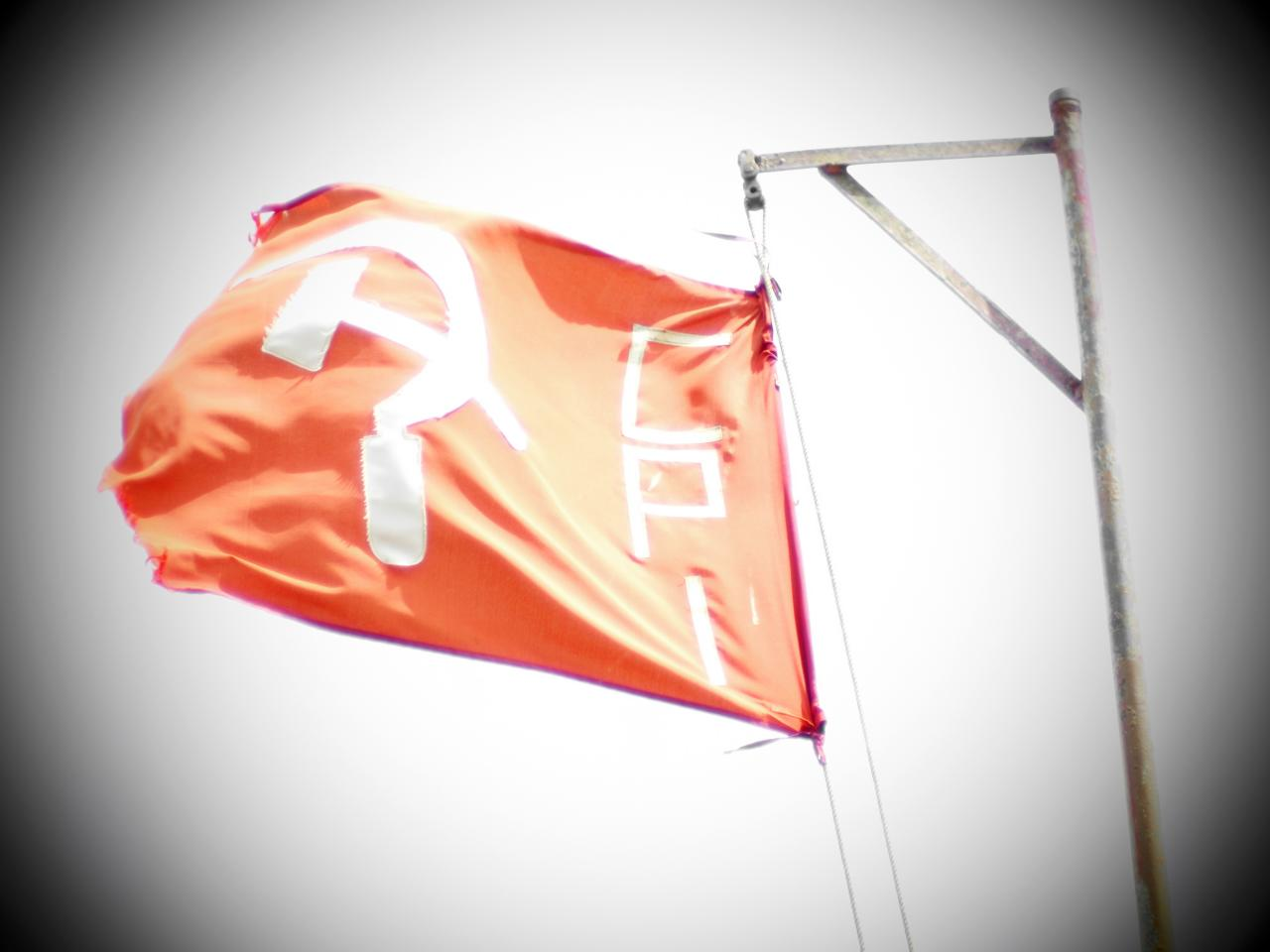
Bandera.
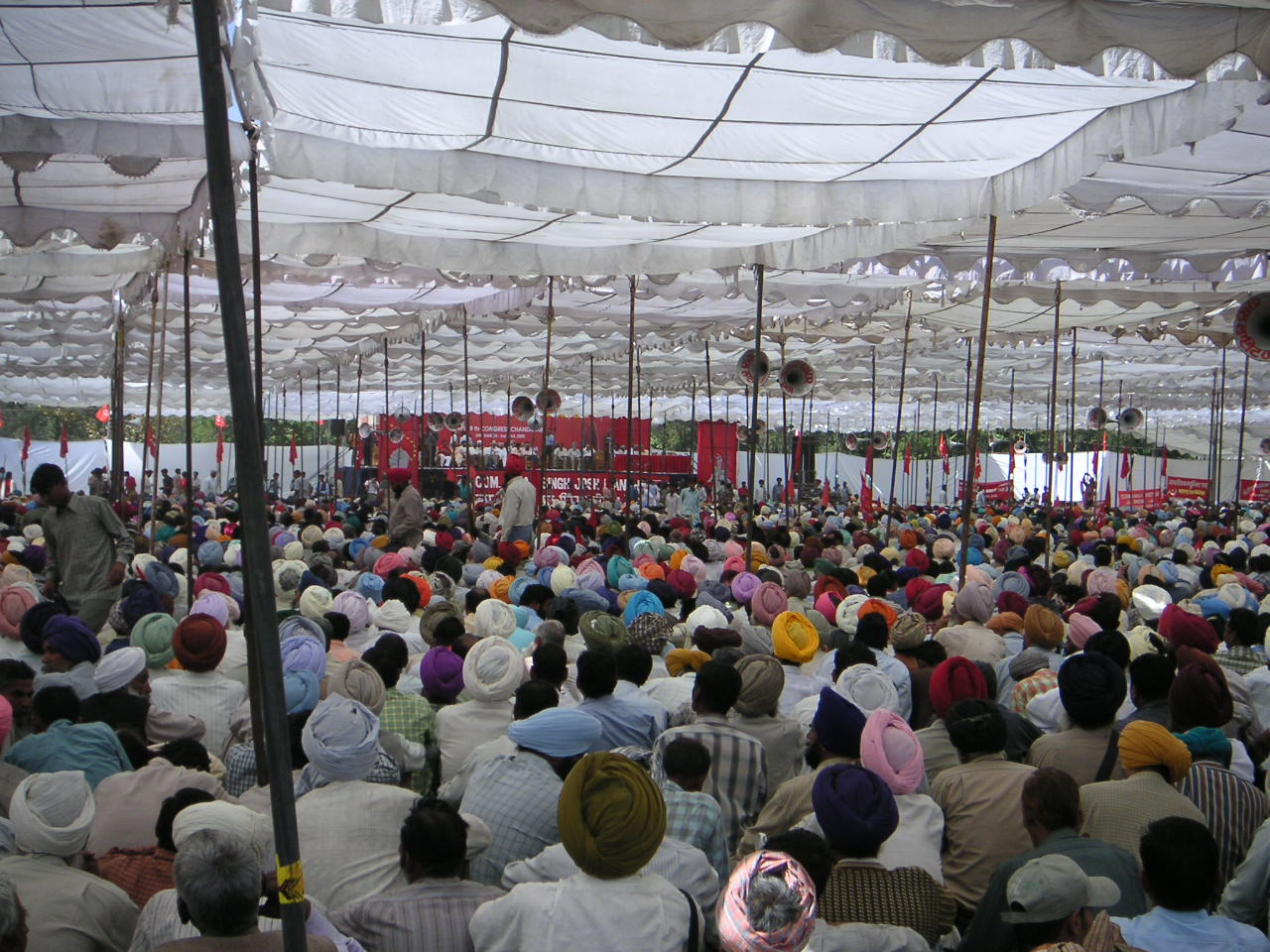
19º congreso del partido, en 2005.

## Resultados electorales nacionales
| Elecciones | Líder                    | # de escaños | Diferencia  | # de votos      | % de votos |
| ---------- | ------------------------ | ------------ | ----------- | --------------- | ---------- |
| 1951-1952  | A. K. Gopalan            | 16/489       |             | 3.484.401 (#4)  | 3,29%      |
| 1957       | Shripad Amrit Dange      | 27/494       | 11          | 10.749.475 (#3) | 9,92%      |
| 1962       | Shripad Amrit Dange      | 29/494       | 2           | 11.450.037 (#2) | 9,94%      |
| 1967       | Shripad Amrit Dange      | 23/520       | 6           | 7.458.396 (#4)  | 5,11%      |
| 1971       | Shripad Amrit Dange      | 23/518       | Sin cambios | 6.933.627 (#5)  | 4,78%      |
| 1977       | Shripad Amrit Dange      | 7/542        | 16          | 5.322.088 (#5)  | 2,90%      |
| 1980       | Shripad Amrit Dange      | 10/529       | 3           | 4.927.342 (#6)  | 2,49%      |
| 1984       | E. M. S. Namboodiripad   | 6/516        | 4           | 6.363.430 (#7)  | 2,71%      |
| 1989       | C. Rajeswara Rao         | 12/545       | 6           | 7.734.697 (#6)  | 2,57%      |
| 1991       | Indrajit Gupta           | 14/521       | 2           | 6.851.114 (#7)  | 2,48%      |
| 1996       | Indrajit Gupta           | 12/545       | 2           | 6.582.263 (#11) | 1,97%      |
| 1998       | A. B. Bardan             | 9/545        | 3           | 6.429.569 (#13) | 1,75%      |
| 1999       | A. B. Bardan             | 4/545        | 5           | 5.395.119 (#14) | 1,48%      |
| 2004       | A. B. Bardan             | 10/545       | 6           | 5.484.111 (#15) | 1,41%      |
| 2009       | A. B. Bardan             | 4/543        | 6           | 5.951.888 (#15) | 1,43%      |
| 2014       | Suravaram Sudhakar Reddy | 1/543        | 3           | 4.327.298 (#18) | 0,78%      |
| 2019       | Suravaram Sudhakar Reddy | 2/543        | 1           | 3.576.184 (#19) | 0,58%      |